# 새동중학교
새동중학교는 경기도 화성시에 개교 예정인 공립 중학교이다.

## 학교 연혁
- 2026년 3월 1일 : 개교 예정